# کمی بیدناک
کمی بیدناک (انگلیسی: Olukemi Olufunto Adegoke Badenoch; ‎/ˈkɛmi ˈbeɪdənɒk/‎ KEM-ee BAY-də-nok; née Adegoke; زادهٔ ۲ ژانویه ۱۹۸۰) سیاستمدار بریتانیایی است که از ۲ نوامبر ۲۰۲۴ به عنوان رهبر اپوزیسیون و رهبر حزب محافظه‌کار بریتانیا خدمت می‌کند. او قبلاً از سال ۲۰۲۲ تا ۲۰۲۴ در کابینه تحت رهبری لیز تراس و ریشی سوناک خدمت کرده است. او از سال ۲۰۲۴ به عنوان عضو مجلس بریتانیا (MP) در شمال غرب اسکس خدمت کرده است و قبلاً از سال ۲۰۱۷ تا ۲۰۲۴ نماینده سافرون والدن بوده است.